# 基韋爾齊
基韋爾齊（羅馬化：Kivertsi）是乌克兰西北部沃倫州盧茨克區基韦尔齐市镇内的城市及该市镇的行政中心，2020年7月18日前为基韋爾齊區的行政中心。該市距離州府盧茨克13公里，始建於1870年，面積8.48平方公里，海拔高度194米，2022年人口数量为13,798人。

## 友好城市
- 波蘭 盧布林地區托馬舒夫
- 乌克兰 斯瓦托韋（俄罗斯实际控制）

## 图集

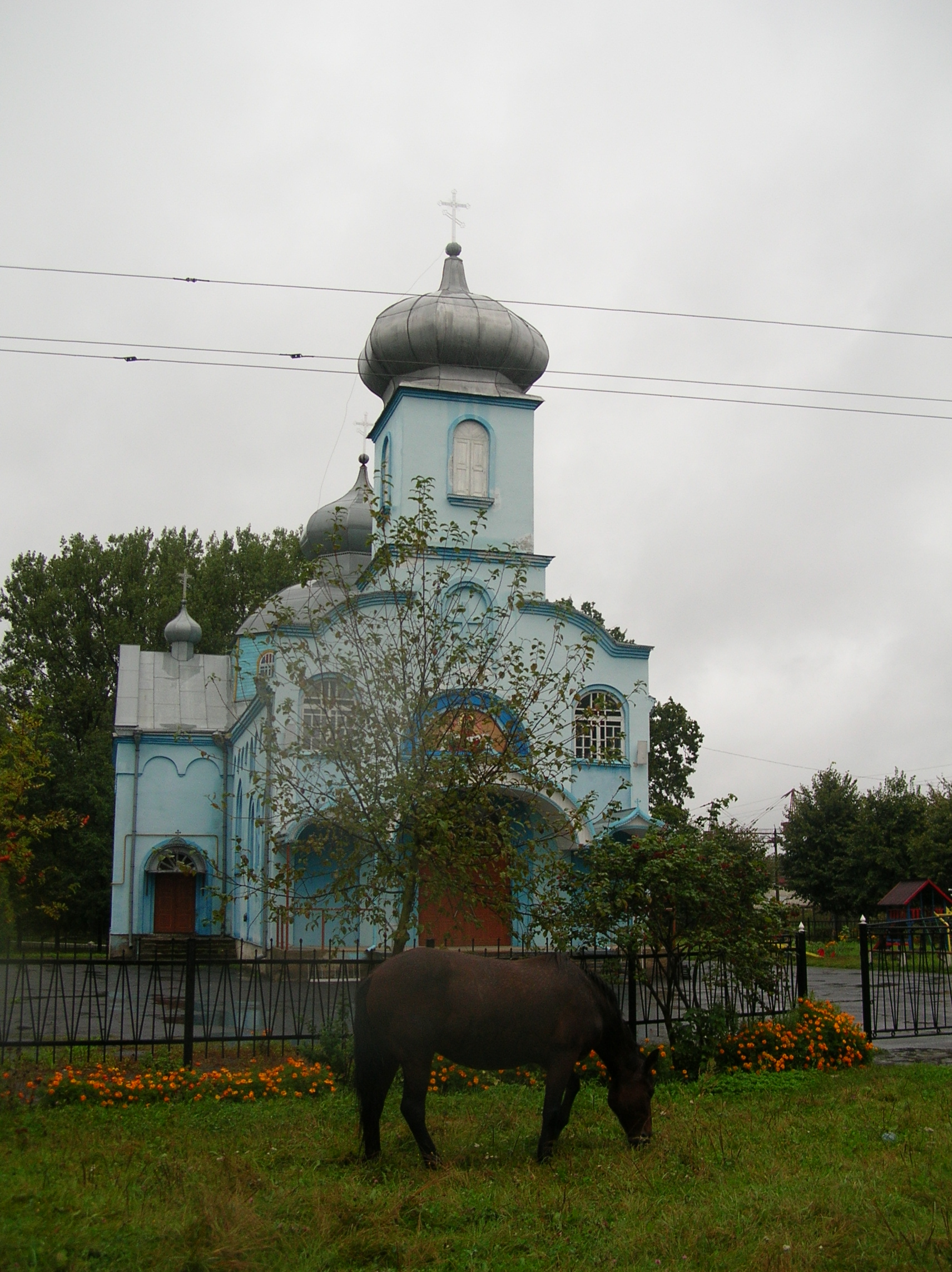
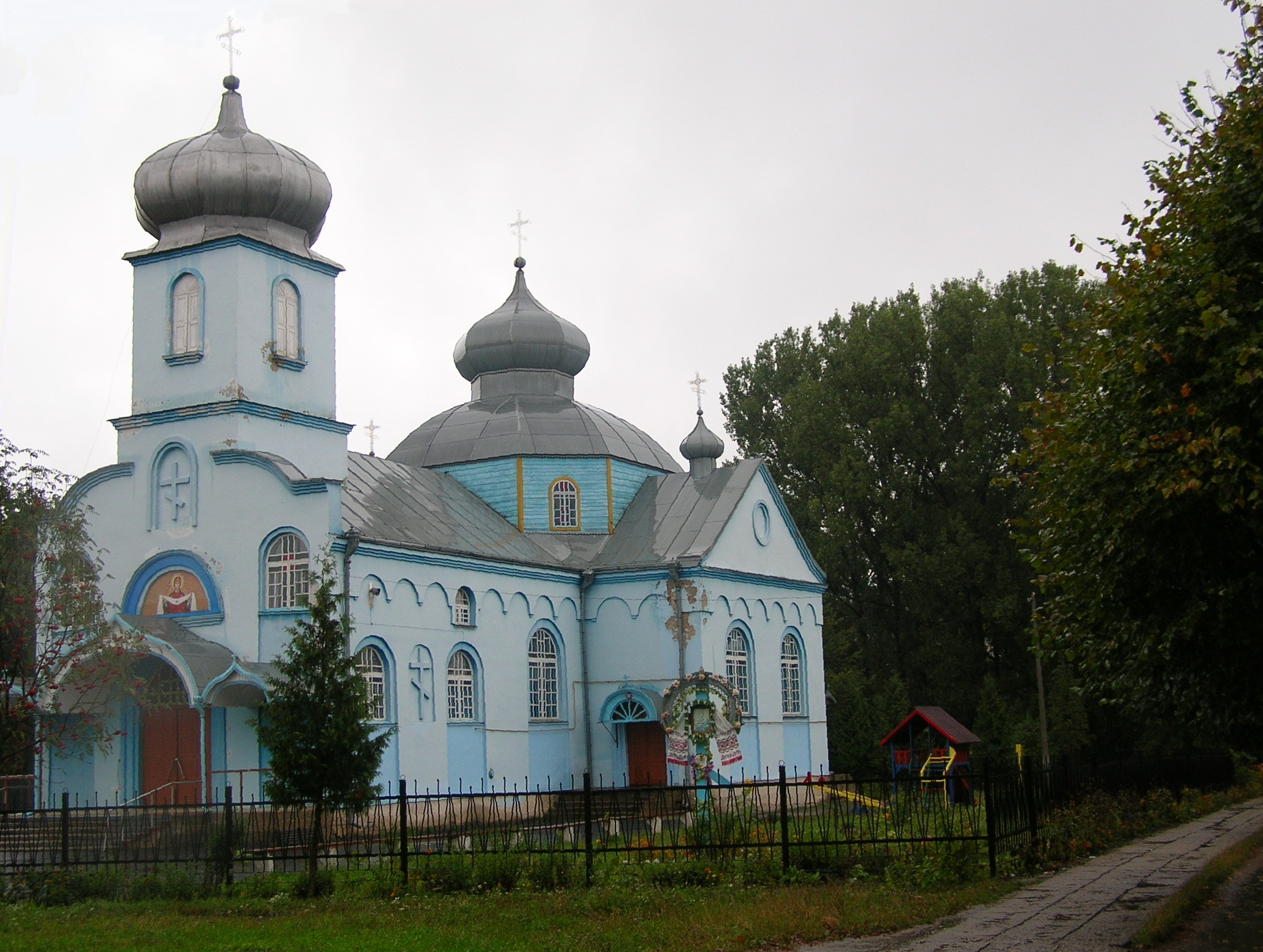
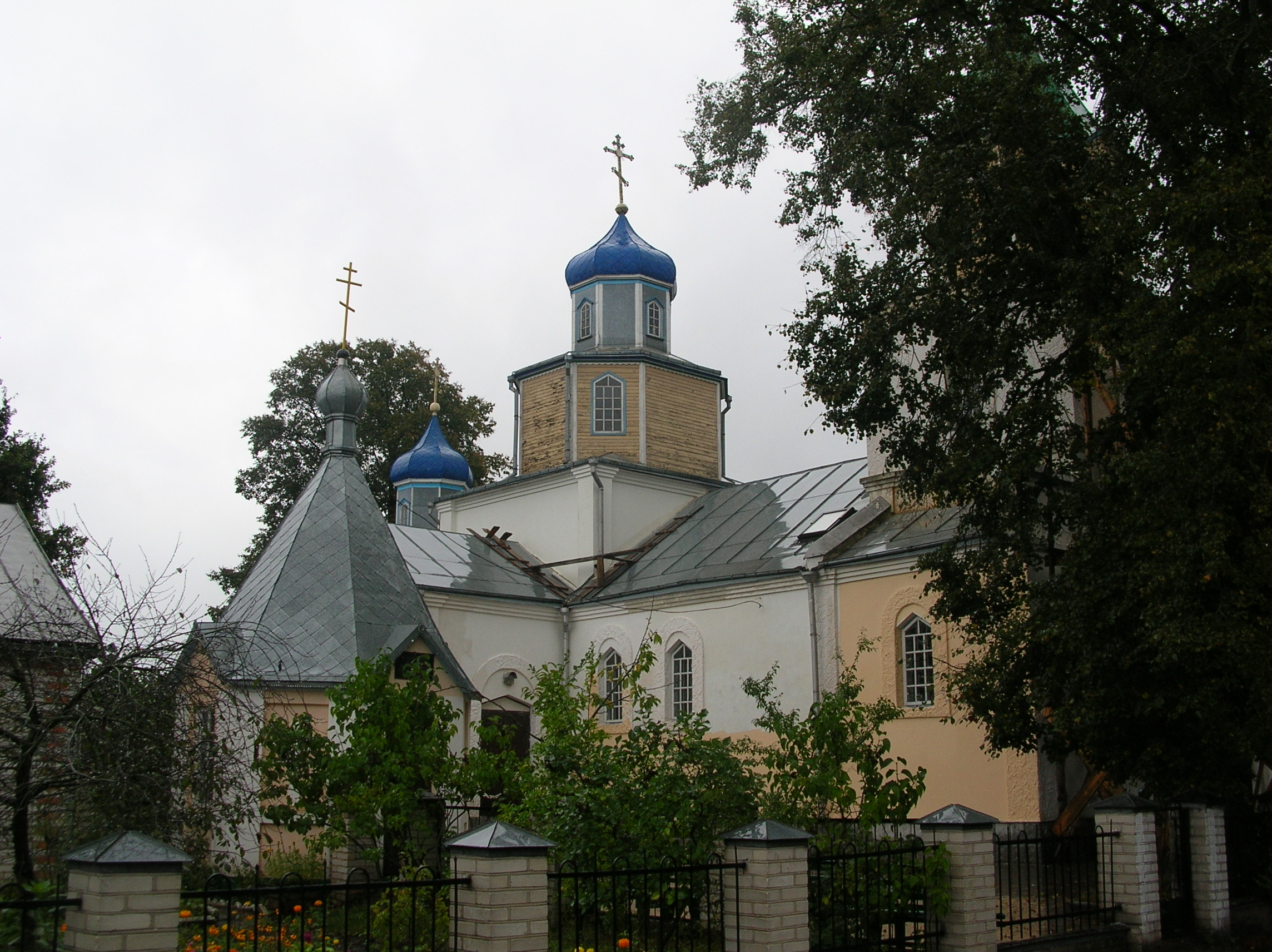
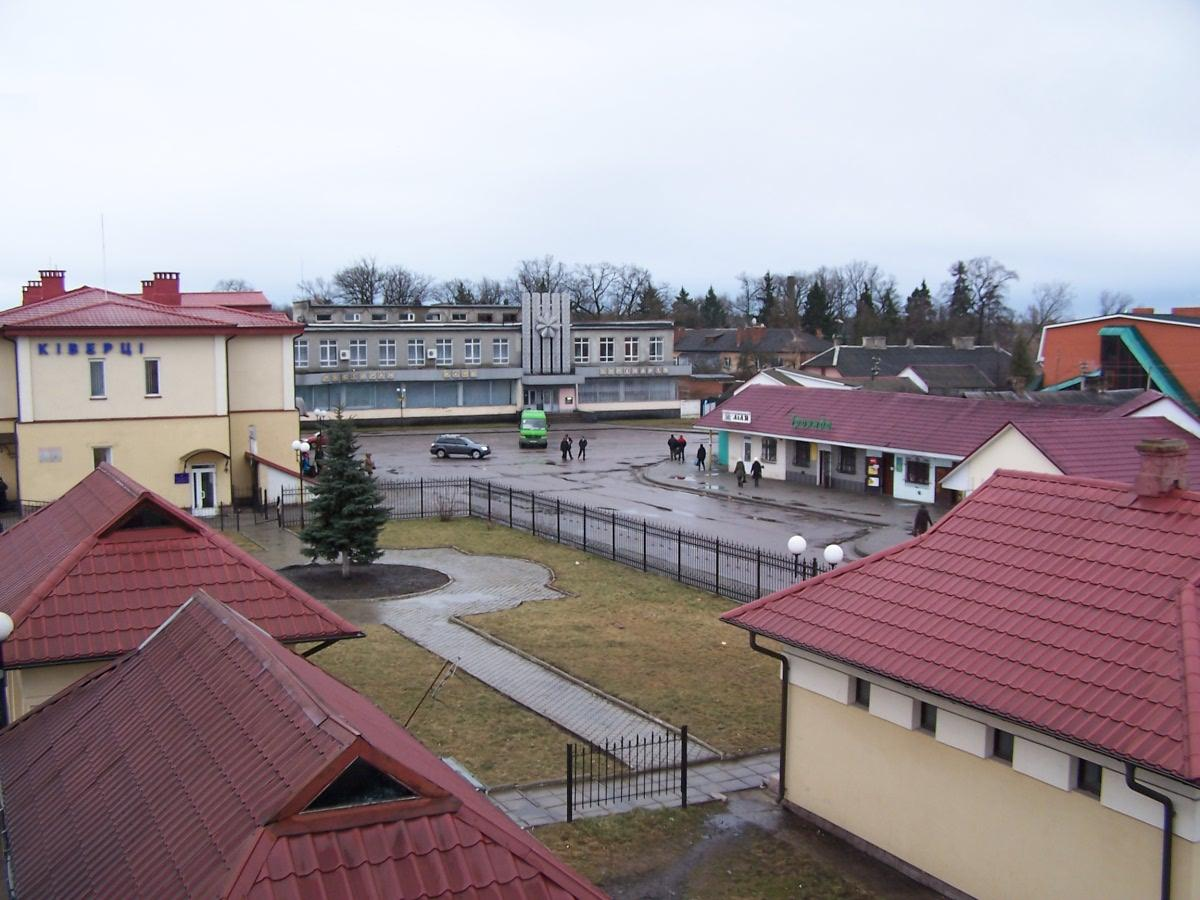

## 來源
1. ↑  周定国 (编). . . 中国对外翻译出版公司. NLC 003756704.[]
2. ↑   (PDF).   [2023-01-04]. （原始内容存档 (PDF)于2022-08-10）.